# Donja Topličica
Donja Topličica is een plaats in de gemeente Sveti Ivan Zelina in de Kroatische provincie Zagreb. De plaats telt 70 inwoners (2001).